# First Bass
First Bass è un album raccolta di Oscar Pettiford, pubblicato dalla IAJRC Records nel 1995.

## Tracce
1. Words (Too Marvelous for Words) – 3:07 – Registrato nel giugno del 1953 a Los Angeles (California)
2. Monti Cello – 2:31 (Harry Babasin, Oscar Pettiford) – Registrato nel giugno del 1953 a Los Angeles (California)
3. In a Cello Mood – 3:24 (Harry Babasin, Oscar Pettiford) – Registrato nel giugno del 1953 a Los Angeles (California)
4. Blues in the Closet – 3:16 (Oscar Pettiford) – Registrato nel giugno del 1953 a Los Angeles (California)
5. Over the Rainbow – 11:10 (Harold Arlen, E.Y. Yip Harburg) – Registrato nell'agosto del 1956 a New York
6. Take the A Train – 4:22 (Duke Ellington, Billy Strayhorn) – Registrato nell'agosto del 1956 a New York
7. Willow Weep for Me – 3:59 (Ann Ronell) – Registrato il 14 (o) 15 novembre 1958 ad Amburgo (Germania) per la TV tedesca
8. Yardbird Suite Walk – 6:17 (Charlie Parker) – Registrato il 20 settembre 1958 al Free Trade Hall di Manchester, Inghilterra
9. Bohemia After Dark – 7:38 (Oscar Pettiford) – Registrato il 20 settembre 1958 al Free Trade Hall di Manchester, Inghilterra
10. The Laverne Walk – 5:13 (Oscar Pettiford) – Registrato il 22-23 settembre 1958 al Konserthuset di Stoccolma, Svezia
11. Stardust – 5:06 (Hoagy Carmichael, Mitchell Parish) – Registrato il 22-23 settembre 1958 al Konserthuset di Stoccolma, Svezia
12. All the Things You Are – 5:59 (Oscar Hammerstein II, Jerome Kern) – Registrato il 22-23 settembre 1958 al Konserthuset di Stoccolma, Svezia
13. Interview / The Nearness of You – 4:35 (Hoagy Carmichael) – Registrato nel febbraio del 1960 dalla Radio Danese, Copenhagen (Danimarca)
14. Why Not, That's What – 7:05 (Oscar Pettiford) – Registrato il 5 luglio 1960 a Copenhagen (Danimarca)

## Musicisti
Brani 1, 2, 3 e 4 (Oscar Pettifrod and His Jazz All Stars)
- Oscar Pettiford - cello, leader
- Harry Babasin - cello
- Arnold Ross - pianoforte
- Joe Comfort - contrabbasso
- Alvin Stoller - batteria

Brani 5 e 6 (Lionel Hampton & His All Stars)
- Lionel Hampton - vibrafono, leader
- Oscar Pettiford - contrabbasso
- Ray Copeland - tromba
- Jimmy Cleveland - trombone
- Lucky Thompson - sassofono tenore
- Oscar Dennard - pianoforte
- Gus Johnson - batteria

Brano 7 (Oscar Pettiford)
- Oscar Pettiford - contrabbasso, leader
- Jørgen Ryg - tromba
- Gerd Dudek - sassofono tenore
- Willie Sanner - sassofono baritono
- Werner Giertz - pianoforte
- Attila Zoller - chitarra
- Kenny Clarke - batteria

Brani 8 e 9 (J.J. Johnson & Kai Winding All Stars)
- Oscar Pettiford - contrabbasso
- J.J. Johnson - trombone
- Kai Winding - trombone
- Zoot Sims - sassofono tenore
- Lee Konitz - sassofono alto
- Phineas Newborn - pianoforte
- Kenny Clarke - batteria

Brani 10, 11 e 12
- Oscar Pettiford - contrabbasso
- J.J. Johnson - trombone
- Kai Winding - trombone
- Zoot Sims - sassofono tenore
- Lee Konitz - sassofono alto
- Phineas Newborn - pianoforte
- Kenny Clarke - batteria

Brano 13 (Oscar Pettiford Trio)
- Oscar Pettiford - contrabbasso, leader
- Bent Axen - pianoforte
- Finn Fredriksen - batteria

Brano 14 (Oscar Pettiford and His Jazz Groups)
- Oscar Pettiford - contrabbasso, leader
- Allan Botschinsky - tromba
- Erik Nordström - sassofono tenore
- Louis Hjulmand - vibrafono
- Jan Johansson - pianoforte
- Jørn Elniff - batteria[2]